# Hedvig Gebhard
Hedvig Maria Gebhard, född Silén 14 december 1867 i Åbo, död 13 januari 1961 i Helsingfors, var en finländsk journalist, politiker och kvinnosakskvinna. Gebhard spelade en betydelsefull roll inom andelsrörelsen i Finland och var en av Finlands första kvinnliga riksdagsledamöter. Hon var gift med Hannes Gebhard och mor till Maiju Gebhard. 

## Uppväxt och utbildning
Hedvig Gebhard föddes i ett svenskspråkigt hem i Åbo. Hennes far, August Oskar Silén, hade genom hårt arbete skapat sig en förmögenhet och vunnit burskap som köpman. Modern, Hedvig Josephina Palmberg, var dotter till en kyrkoherde i Pojo och Ekenäs. Gebhards bror var John Silén. Då flickor inte kunde avlägga studentexamen i Finland, fortsatt Gebhard sin skolgång vid Lyceum för flickor i Stockholm. Efter studentexamen skrevs hon in vid Uppsala universitet 1889, men började samma år studierna vid Helsingfors universitet. Där träffade hon Hannes Gebhard som hon gifte sig med 1891. 

## Karriär

### Andelsrörelsen och journalistik
Gebhard utförde ett betydelsefullt livsverk inom andelsrörelsen, särskilt vid sidan av sin man Hannes Gebhard inom sällskapet Pellervo. Hon redigerade den svenska upplagan av tidskriften Pellervo 1900–1926. 
Engagemanget i andelsrörelsen tog sin början när hon, tillsammans med sin make, reste till Tyskland på 1890-talet för att dokumentera funktionssättet hos jordbrukskooperationerna.
Gebhard var involverad i grundandet av den kooperativa andelsaffären Elanto i Helsingfors. Gebhard var även medlem i dess förvaltningsråd från 1905 till 1917 och blev medlem av Centrallagets förvaltningsråd från 1918.
Gebhard medverkade även i redaktionen för tidskriften Kotiliesi i nästan fyrtio år från dess grundande 1922 till hennes död 1961. 

### Kvinnosaksarbete
Gebhards engagemang i kvinnosaksrörelsen var omfattande. Hon var med och grundade Unionen Kvinnoförbund i Finland år 1892, och var aktiv inom förbundet under flera årtionden. Som ordförande i Finska kvinnoförbundet 1934–1946 representerade hon även Finland vid internationella kongresser, samt skickades till Sverige under kriget för att tala för Finlands sak.

### Politisk verksamhet
Gebhard var en av Finlands första kvinnliga riksdagsledamöter. Hon tillhörde folkrepresentationen 1907–1909 (Finska partiet), samt 1919–1921 och 1924–1929 (Samlingspartiet). I lantdagen framställde Hedvig Gebhard bl.a. motioner om att förbättra de utomäktenskapliga barnens ställning, om gatufred för kvinnor, om moderskapsförsäkring samt om undervisning i hushållslära för kvinnor. Hon var även en av de första kvinnorna i Helsingfors stadsfullmäktige 1919.

### Meriter
Gebhards tilldelades hederstiteln ekonomieråd(fi) år 1937.

#### Ordnar
- Kommendörstecknet av Finlands Vita Ros’ orden,  1942[5]

[Redigera Wikidata]

## Personligt liv
Hedvig Gebhard var mor till tre barn: dottern Maiju Gebhard, samt två söner. Den ena sonen avled under barndomen (1913), medan den andra sonen gick bort i vuxen ålder (1919). Den senare sonens dotter, Anna-Liisa Sysiharju, flyttade in hos sina farföräldrar Hedvig och Hannes. Hedvig Gebhards dog 1961, 93 år gammal.